# 2228 Soyuz-Apollo
2228 Soyuz-Apollo è un asteroide della fascia principale. Scoperto nel 1977, presenta un'orbita caratterizzata da un semiasse maggiore pari a 3,1379409 au e da un'eccentricità di 0,1822993, inclinata di 1,98941° rispetto all'eclittica.
L'asteroide è dedicato al programma test Apollo-Sojuz.